# Bundesliga (Alemania)
La Bundesliga (en alemán: Fußball-Bundesliga (escuchar)ⓘ, «Liga Federal de Fútbol») es la competición entre los equipos de fútbol de la máxima categoría de Alemania. Se empezó a disputar en 1963, a partir de la unificación de los antiguos campeonatos locales llamados Oberligen. Junto a la Zweite Bundesliga y Dritte Bundesliga, forman las tres divisiones nacionales del fútbol profesional en Alemania.
Las temporadas se juegan de agosto a mayo, clasificándose todos los equipos de la Bundesliga a la DFB-Pokal. El ganador de la competición se clasifica para disputar la DFL-Supercup frente al campeón de la Copa.
A lo largo de su historia trece clubes han resultado campeones de la Bundesliga, siendo el más laureado con 33 títulos el F. C. Bayern de Múnich, seguido del Borussia Dortmund (5), Borussia Mönchengladbach (5), SV Werder Bremen (4), Hamburgo SV (3), VfB Stuttgart (3), F. C. Colonia (2), F. C. Kaiserslautern (2) y TSV Múnich, VfL Wolfsburgo, Eintracht Brunswick, Núremberg, Bayer 04 Leverkusen con un título.
La Bundesliga es considerada una de las cinco grandes ligas europeas junto con la Premier League inglesa, la Primera División española, la Serie A italiana y la Ligue 1 francesa, ocupando el cuarto puesto del coeficiente UEFA. Según la Federación Internacional de Historia y Estadística de Fútbol (IFFHS), es la décima liga más relevante del mundo.
En la Bundesliga el mayor clásico de más importancia y esperado por los alemanes es Der Klassiker, que enfrenta al Bayern de Múnich contra el Borussia Dortmund, otro de ellos es el que enfrenta al Bayern de Múnich contra el Werder Bremen. Otro de los clásicos más importantes es el denominado Revierderby por razones geográficas el cual enfrenta a los dos equipos más importantes de la cuenca del Ruhr, el Borussia Dortmund contra el Schalke 04. Otro clásico es el llamado clásico del norte y sur que enfrenta al Bayern de Múnich contra el Hamburgo. Todos estos partidos tienen la presencia de los equipos más laureados y populares de Alemania.

## Historia

### Campeonato Alemán (1903-33)

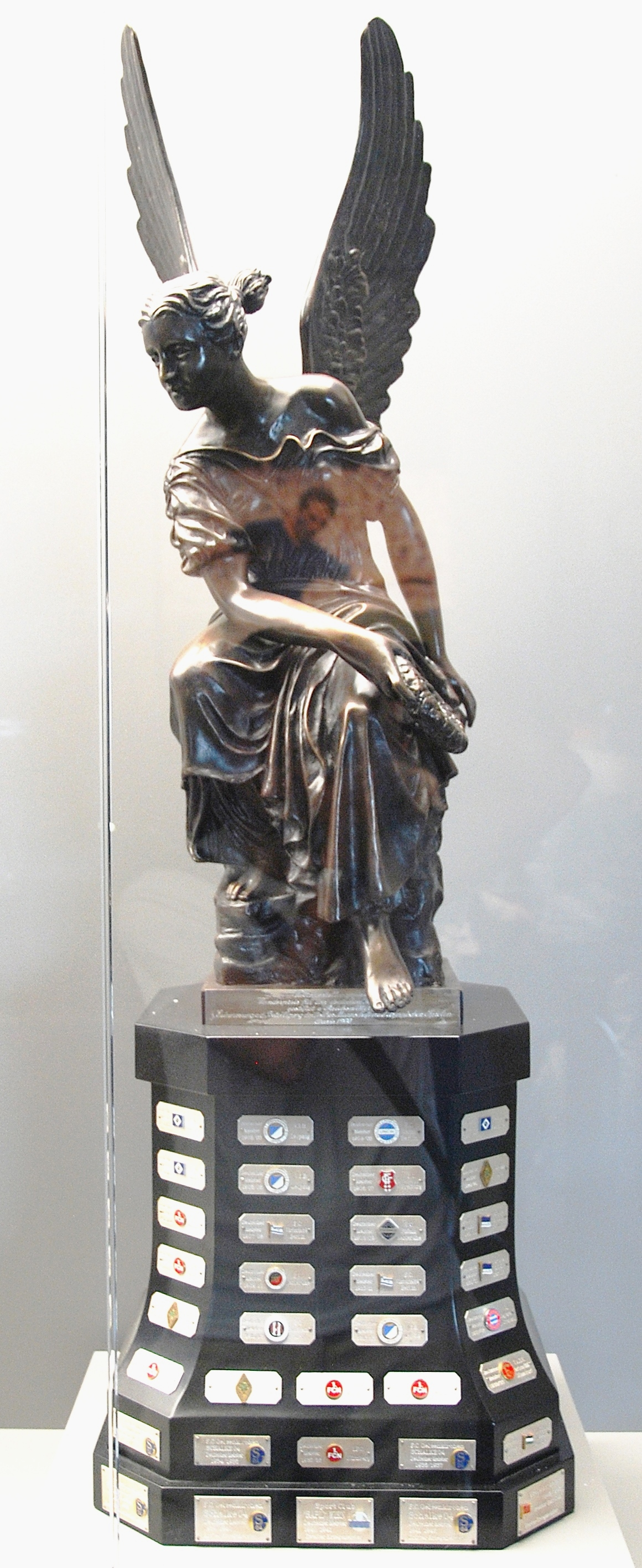
Réplica del trofeo original primitivo "Viktoria-Pokal".

El fútbol se expandió rápidamente en Alemania a finales de siglo XIX. El primer intento de organizar algún tipo de campeonato nacional se produjo en 1894, cuando el Viktoria 89 Berlín campeón de su ciudad, invitó al FC Hanau 93 para jugar un partido de exhibición. Los Hanauers no podían afrontar los costes del viaje, por lo que no aceptaron la invitación. En 2007, la final de 1894 se repitió y el Viktoria se coronó campeón oficial de 1894.
Después de su creación en 1900, la Federación Alemana de Fútbol (DFB) comenzó a establecer su autoridad sobre multitud de torneos de las ciudades y ligas regionales que surgieron en todo el país y organizó el primer campeonato nacional reconocido oficialmente en 1903, jugado bajo un sistema por eliminatorias.
El premio del fútbol alemán fue el Viktoria Pokal, una estatua de la diosa romana de la victoria, donada por el comité que organizaba la participación de Alemania en los Juegos Olímpicos de París 1900 y originalmente destinado a ser compartido con los equipos que jugaban al rugby. La formación de la DFB ayudó a establecer por primera vez una clara división entre la asociación de fútbol y la de rugby.
Para calificarse para la final del campeonato alemán, el club tenía que ganar uno de los campeonatos regionales, que, en algunos casos, son anteriores al nacional. A partir de 1925, los finalistas de los concursos también se clasificaban para la fase final del campeonato alemán, que había sido ampliado a dieciséis clubes. A las dos regiones más fuertes, Sur y Oeste, también se les permitió enviar al tercer clasificado. Este sistema de campeonatos regionales fue abolido en 1933 por los nazis y reemplazado por el sistema de la Gauliga.

#### El profesionalismo y las primeras propuestas fallidas sobre laReichsliga
El fútbol en Alemania, en las décadas de 1920 y 1930, era estrictamente amateur y la Asociación Alemana de Fútbol, la DFB, se esforzó por mantenerlo así. El establecimiento de una liga de primer nivel, la Reichsliga (Liga Imperial), se consideraba que iba de la mano de la legalización del profesionalismo, ya que los clubes veían estos dos pasos como un objetivo común. Sin embargo, la DFB siguió siendo ferozmente anti-profesionalista. La DFB prohibió los partidos entre clubes alemanes y los clubes profesionales de Austria, prohibió a los jugadores que se encontró que aceptaron cualquier forma de pago e incluso prohibió equipos enteros, como el FC Schalke 04. Félix Linnemann, presidente de la DFB en aquel momento, deseaba la introducción de la Reichsliga, pero no consiguió la aprobación de las asociaciones regionales en 1932.
Los clubes del Oeste de Alemania, especialmente la región industrializada del Ruhr, fueron los más vocales en la defensa de la profesionalidad y la Reichsliga. Para sorpresa general, la convención anual de la DFB del 16 de octubre de 1932 en Wiesbaden aprobó una resolución para permitir el profesionalismo, sin que el tema hubiera estado en la lista de temas para debatir y después de años de oposición. Se decidió desarrollar un marco de trabajo en el que el fútbol profesional podría ser organizado y una clara separación entre el fútbol profesional y el aficionado en el país se podría lograr.

### Campeonato Alemán durante el Tercer Reich -Gauliga(1933-48)
Las Gauligen dieron comienzo en 1933 para reemplazar a las Bezirkligen de la República de Weimar. Al principio, los nazis introdujeron 16 gauligen regionales, algunos subdivididos en grupos. La introducción del torneo fue parte del proceso de transición, donde los nazis cambiaron la administración doméstica. Las ligas fueron creadas por todos los nuevos gaue, designadas para reemplazar los antiguos estados alemanes, como Prusia y Baviera, y así tener un mejor control sobre el país.
Más adelante, este paso se convertiría en una decepción entre varias personalidades, como los entrenadores de la selección alemana Otto Nerz y Sepp Herberger, quienes tenían esperanzas en una Reichsliga, una gran competición unificada para toda Alemania, de igual modo que se celebraban en otros países como Italia (Serie A) e Inglaterra (First Division). Poco antes de la llegada de los nazis al poder, la DFB empezó a considerar en serio, el crear una liga nacional. En una sesión especial en los días 28 y 29 de mayo de 1933, se tomó la decisión de fundar la Reichsliga como liga profesional. Cuatro semanas antes de que llegara el día de la reunión, la sesión se suspendió, la federación y la ideología nazi hicieron que ninguno se pusiera de acuerdo con los otros. Tras la decepción de la selección alemana en el Mundial de Fútbol de 1938, se volvió a reabrir el debate sobre la Reichsliga. En agosto de 1939, se organizó un mitin para organizar una modalidad de seis Gauligas como transición a la Reichsliga, pero el comienzo de la Segunda Guerra Mundial suspendió el debate. No fue hasta 1963 cuando se decidió tomar el paso, cuando se fundó la Bundesliga, por una razón similar, la actuación de la selección germana en el Mundial de 1962 fue decepcionante. Finalmente lo hicieron, sin embargo, tuvieron que reducir drásticamente el número de equipos, de 600 pasaron a 170.

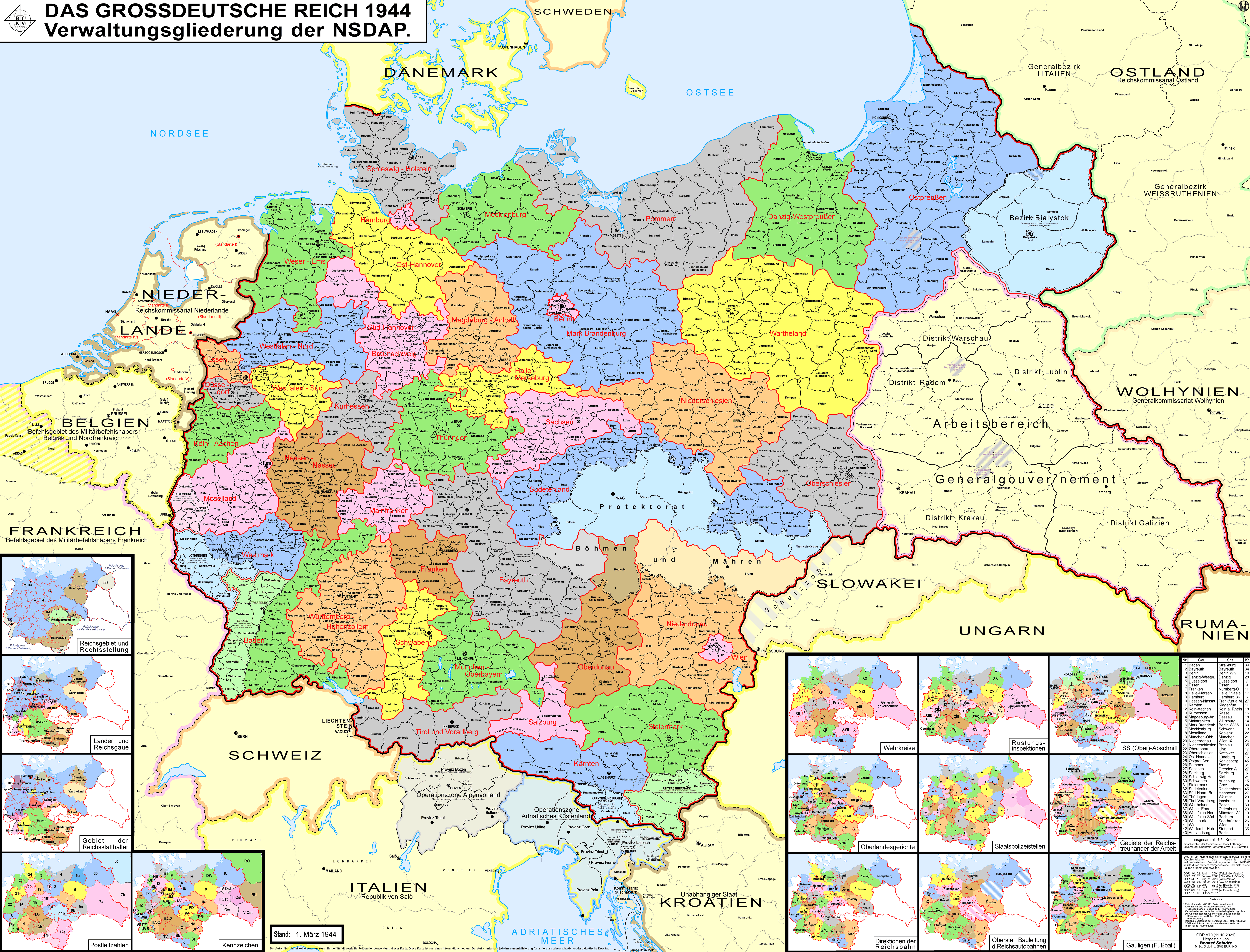
División administrativa de Alemania en 1943.

Desde comienzos de 1935, con el ingreso de Sarre dentro de las fronteras alemanas, el país y las ligas empezaron a expandirse. Con las agresivas políticas de expansión, y posteriormente, hasta la Segunda Guerra Mundial, el territorio teutón aumentó considerablemente de tamaño. Nuevos u otros territorios ocupados fueron incorporados al III Reich. En aquellas regiones se fundaron nuevas Gauligas.
Tras el inicio de la guerra, el fútbol continuó, pero las competiciones fueron reduciéndose debido a que la mayoría de jugadores fueron llamados a la Wehrmacht. Muchas Gauligas se unieron en subgrupos para reducir gastos de viaje, puesto que cada vez era más complicado viajar a medida que avanzaba la contienda.
Muchos clubes tuvieron que fusionarse o formar asociaciones de guerra debido a la falta de jugadores. La competición empezó a decaer al igual que la lista de jugadores de cada equipo, ya que tenían que depender de donde se encontraba [el jugador].
La última temporada, 1944-45, jamás llegó a finalizarse, y se fueron cancelando las competiciones a medida que cada región caía bajo el control de los aliados hasta que finalmente sucedió la capitulación del ejército alemán el 8 de mayo de 1945. El último partido oficial [antes de la suspensión] debía haberse disputado el 23 de abril.

### Campeonato Alemán en la Alemania Ocupada (1946-48)
Tras la victoria en la Segunda Guerra Mundial de los Aliados, Alemania fue ocupada por la Unión Soviética, Estados Unidos, Reino Unido y Francia. Todos los clubes fueron disueltos mediante la Directiva n.º 23 del Consejo de Control Aliado, durante el proceso de desnazificación, y reconstituidos poco después. En cada zona de ocupación y en la ciudad de Berlín (dividida en cuatro zonas ocupadas por las cuatro potencias) se estableció un campeonato, aunque sólo en 1948 se disputó una fase final a nivel nacional.

#### Zona de ocupación estadounidense
En la zona de ocupación estadounidense el fútbol se reanudó en noviembre de 1945, jugándose lo que luego se conocería como Fußball-Oberliga Süd, siendo la primera competición en jugarse tras la guerra. Se configuró con un formato de liga, con una primera categoría de 16 equipos en 1945 y 20 en 1946. En 1950 tras una nueva reestructuración se introdujo una segunda división denominada Zweite Oberliga Süd.

#### Zona de ocupación francesa
En la zona de ocupación francesa el fútbol se reanudó también en 1945, jugándose la Fußball-Oberliga Südwest. En un principio el campeonato se dividió en un grupo norte que comprendía a los clubes de Sarre-Palatinado-Hesse, y sur, a su vez subdividido en sureste y suroeste. Los campeones de cada subgrupo se enfrentaban entre ellos y el campeón absoluto sureño, al campeón del grupo norte. En 1946 se simplificó dejando sólo dos grupos: norte y sur.

#### Zona de ocupación británica
En la zona de ocupación británica el fútbol se reanudó en 1945 con una serie de campeonatos regionales. En la temporada 1946-47 se disputó por primera vez una ronda final en la que se enfrentaron los campeones de cada liga regional. A partir de 1947 el campeonato se reorganizó en la Fußball-Oberliga Nord y Fußball-Oberliga West.

#### Zona de ocupación soviética
En la zona de ocupación soviética se estableció un campeonato en 1948 con el nombre de Fußball-Ostzonenmeisterschaft con un formato de eliminatorias. Tras dos ediciones el campeonato se reorganizó como Fußball-Oberliga der DDR en la recién establecida República Democrática Alemana.

#### Berlín ocupado
Tras el fin de la Segunda Guerra Mundial la ciudad de Berlín fue dividida, igual que el país con la República Federal de Alemania y la República Democrática Alemana. La denominada Berlín Oeste fue dividida en cuatro sectores (estadounidense, soviético, francés y británico), mientras que todos los clubes berlineses fueron disueltos y reconstituidos como Sportgemeinschaften redistribuyendo los jugadores de cada sector entre los nuevos clubes. Los clubes de Berlín Este continuaron jugando en la nueva Stadtliga Berlin hasta la temporada 1949-50, cuando las crecientes tensiones entre las potencias provocaron el abandono de los clubes del este.

### Campeonato Alemán de la RFA -Oberliga(1946-63)
El año 1945 trajo un reinicio en el fútbol alemán. Nuevas ligas (bajo el nombre de Oberliga) se formaron gradualmente en la Alemania ocupada por los aliados: primero en el sur y luego en Berlín, más tarde en el occidente y en el norte, que habían sufrido un mayor daño a su infraestructura mediante bombardeos estratégicos durante la guerra. En la zona de ocupación estadounidense se estableció la Oberliga Sur, en la zona francesa la Oberliga Suroeste, y en la zona británica las Oberligas Norte y Oeste. La Oberliga de Berlín, por un tiempo, cubrió las cuatro zonas de ocupación de la ciudad, pero los clubes del este dejaron después la competición. En la zona soviética, se formó una liga separada, base para convertirse en la DDR-Oberliga.
Junto con el cambio llegaría también beneficios a los jugadores: se les pagaría un sueldo de 120 marcos al mes, aumentando a 400 más tarde. Incluso los jugadores podían recibir más dinero por medio de cuentas ocultas.
El triunfo de la selección de Alemania Occidental en el Mundial de Suiza 1954 llevó nuevamente al seleccionador Sepp Herberger a reclamar la creación de una liga nacional. Herberger había encontrado apoyo para sus planes en Hermann Neuberger, por ese entonces funcionario de la DFB, y Franz Kremer, presidente del FC Colonia. Sin embargo, las gestiones no prosperaron.

#### La aprobación del nuevo campeonato
El fracaso de la selección nacional en el Mundial de Chile 1962 fue el detonante de la creación de una liga nacional. En una convención celebrada en Westfalenhalle, Dortmund, el 28 de julio de 1962, la creación de la Bundesliga fue oficialmente aprobada con 103 votos a favor y 26 en contra. En paralelo, se aprobarían también nuevas directrices en cuanto a la profesionalidad, elevando los ingresos mensuales permisibles hasta 1200 marcos alemanes, incluidos los bonos. En el caso de ciertos jugadores especialmente dotados, había excepciones que podían ser aplicadas y concedidas para recibir más dinero. Particularmente, el F. C. Núremberg, club contrario a la creación de la Bundesliga, fue irónicamente el primero en aplicar esta excepción a 12 de sus jugadores.

### Campeonato Alemán de la RDA (1949-91)
Después de la Segunda Guerra Mundial surgieron competiciones deportivas independientes en las zonas de ocupación oriental y occidental de Alemania, en sustitución de las Gauligen de la era nazi.
En Alemania Oriental se estableció en 1949 la división más alta del fútbol de la RDA, la DS-Oberliga (Deutscher Sportausschuss Oberliga, la Liga Superior de la Asociación del Deporte Alemán). A partir de 1958 llevó el nombre de DDR-Oberliga y formó parte de la estructura de la liga dentro de la DFV (Deutscher Fußball Verband der DDR o Asociación Alemana de Fútbol de la RDA).
En su temporada inaugural en 1949-50 la DDR-Oberliga se compuso de 14 equipos con dos puestos de descenso. En el transcurso de las próximas cuatro temporadas el número de equipos en la división variaron e incluyeron ligas de 17 a 19 equipos con tres o cuatro puestos de descenso. A partir de la temporada 1954-55 hasta la fusión de Oriente y de las asociaciones de fútbol de Alemania Occidental en 1991-92, la liga se compuso de 14 equipos con dos puntos de descenso.
Inicialmente, la DDR-Oberliga se disputó en el clásico formato europeo de otoño-primavera, como era tradicional en Alemania. De 1956 a 1960, se instaló un estilo clásicamente soviético de primavera-otoño. Esto requirió una ronda de transición en 1955 y, aunque no fue declarado oficialmente campeón de esa temporada, el Wismut Karl-Marx-Stadt terminó en el primer puesto de la división. En 1961-62 regresó la temporada de otoño-primavera y un calendario extendido (39 partidos frente a los partidos 26) con cada club jugando contra el resto un total de tres veces, una vez en casa, fuera una vez, y una vez en un lugar neutral.
Después de la reunificación alemana, la última temporada de la DDR-Oberliga se jugó en 1990-91, bajo la denominación NOFV-Oberliga (Nordostdeutsche Fußballverband Oberliga o Liga Premier de la Federación Alemana de Fútbol del Noreste). El año siguiente, la estructura de la liga de Alemania Oriental se fusionó con el sistema de Alemania Occidental en la Federación Alemana de Fútbol (Deutscher Fußball-Bund) y los dos mejores clubes de la NOFV-Oberliga, el FC Hansa Rostock y el Dinamo Dresde, se unieron a la primera división de la Bundesliga.
Durante el período de existencia de la liga, la DDR-Liga era la segunda división del sistema de ligas de Alemania Oriental.

### El desarrollo de laBundesliga(1963-actualidad)
La primera edición de la naciente liga nacional empezó el 24 de agosto de 1963 y terminó el 11 de mayo de 1964, y contó con la participación de 16 equipos, todos procedentes de las Oberligas existentes en el país. El primer campeón fue el FC Colonia, mientras que Friedheim Konietzka -jugador del Borussia Dortmund- fue el autor del primer gol de la liga ante el Werder Bremen. El SC Preußen Münster y el Fußball-Club Saarbrücken se convirtieron en ser los primeros equipos que descenderían de categoría.
En los años (hasta 1969), clubes como Werder Bremen, 1860 Múnich, Eintracht Braunschweig, F. C. Núremberg y Bayern de Múnich se harían con un título de liga cada uno, además de que el propio Bayern como el Borussia Dortmund ya lograban sus primeros éxitos internacionales al ganar la Recopa de Europa. Un dato a considerar es que en la temporada 1966-67, se ampliaría la liga hasta los 18 participantes, mismo cupo que se sigue utilizando hasta la actualidad.
La década de 1970 estaría marcada por el éxito del Borussia Mönchengladbach -club que ganaría cinco ligas (1970, 1971, 1975, 1976 y 1977)-, sino que también marcaría el dominio internacional por parte del Bayern de Múnich, club que sería el primer equipo del país en ganar la Copa de Campeones de Europa. El Gladbach también lograría ganar dos copas de la UEFA, además de que, en paralelo, la selección alemana occidental ganaría la Eurocopa en 1972 y, dos años después, el mundial de 1974.
Entre 1980 y 1990, el Bayern consiguió dominar la liga con siete títulos a su haber. Hamburgo S.V. (1982 y 1983), VfB Stuttgart (1984) y Werder Bremen (1988) también consiguieron ser campeones en esa década. Aparte, el Hamburgo conseguía la Copa de Europa, siendo el último club de Alemania en ser el máximo campeón europeo antes de que se cambiara el formato.
En la temporada 1990-91, con la reunificación alemana, se dejaría de dar exclusividad a los clubes del oeste alemán, y se le daría la bienvenida a los clubes del lado oriental de la nación. En esa temporada, el Hertha Berlín sería el representante del sector oriental de Alemania. Ya para la temporada 1991-92, se jugaría la liga con el país unificado. Dinamo Dresde y FC Hansa Rostock serían los clubes procedentes de la desaparecida Alemania Oriental que integraron la máxima división.
También destaca que, tras la unificación, los éxitos internacionales volvieron al país. Bayern de Múnich ganaría la copa UEFA en 1996, y al año siguiente, Borussia Dortmund se consagraría en la reciente Liga de Campeones, siendo el primer club alemán en ganar la copa bajo el nuevo formato.
Desde el inicio del siglo XXI, la Bundesliga está marcada por la dominación absoluta del Bayern, club que además rompería varias marcas. Desde el 2000 hasta la actualidad, el club de Baviera ganaría 15 de las últimas 21 ediciones del campeonato liguero; se convirtió en el primer -y único- equipo de Alemania en lograr el triplete, y ser el único club que ha logrado ganar nueve veces consecutivas la liga nacional.
En la temporada 2023/2024 se hizo historia en la Bundesliga, ya que, por primera vez, fue campeón el Bayer Leverkusen (dirigido por el entrenador español Xabi Alonso) y además, haciéndolo de manera invicta al no perder ningún partido de liga.  

## Participantes
A lo largo de la historia de la competición han participado cincuenta y seis equipos diferentes. Con la excepción del Bayer 04 Leverkusen, TSG Hoffenheim y el VfL Wolfsburgo, todos los clubes son sociedades limitadas deportivas regidos bajo la Regla 50+1 que establece que los socios deben poseer más de la mitad del accionariado del club, pudiendo recaer el resto de la propiedad en accionistas, mientras que los dos citados son los únicos que se permite excepcionalmente ser entidades deportivas cuya propiedad mayor pertenezca a un único ente o estamento.
El campo de juego más antiguo de Alemania es el Weserstadion, con orígenes en el año 1909 y utilizado por el histórico Sport-Verein Werder Bremen. Por otro lado, el de más reciente construcción en la máxima categoría es el Opel Arena, desde 2012.

### Temporada 2025-2026
| Club                     | Ciudad          | Estadio                        | Capacidad |
| F. C. Augsburg           | Augsburgo       | SGL Arena                      | 30.660    |
| Bayer Leverkusen         | Leverkusen      | BayArena                       | 30.210    |
| F. C. Bayern München     | Múnich          | Allianz Arena                  | 75.024    |
| B. V. Borussia           | Dortmund        | Signal Iduna Park              | 81.500    |
| Borussia Mönchengladbach | Mönchengladbach | Borussia Park                  | 54.010    |
| FC Colonia               | Colonia         | Rhein Energie Stadion          | 50.997    |
| Eintracht Frankfurt      | Frankfurt       | Commerzbank Arena              | 51.500    |
| SC Friburgo              | Friburgo        | Europa-Park Stadion            | 34.700    |
| Hamburgo SV              | Hamburgo        | Volksparkstadion               | 57.000    |
| FC Heidenheim 1846       | Heidenheim      | Voith-Arena                    | 15.000    |
| RB Leipzig               | Leipzig         | Red Bull Arena                 | 50.000    |
| 1.FSV Mainz 05           | Maguncia        | Coface Arena                   | 34.000    |
| F.C. San Pauli           | Hamburgo        | Millerntor-Stadion             | 29.546    |
| VfB Stuttgart            | Stuttgart       | Mercedez-Benz Arena            | 60.449    |
| FC Union Berlin          | Berlín          | Stadion An der Alten Försterei | 22.012    |
| TSG 1899 Hoffenheim      | Hoffenheim      | Rhein-Neckar-Arena             | 30.150    |
| VfL Wolfsburgo           | Wolfsburgo      | Volkswagen-Arena               | 30.000    |
| Werder Bremen            | Bremen          | Weserstadion                   | 42.100    |

## Sistema de competición
La temporada se inicia a principios de agosto y se extiende hasta finales de mayo del año siguiente, con una pausa de invierno de seis semanas (mediados de diciembre hasta finales de enero).
Los equipos de esta categoría se enfrentan todos contra todos siguiendo un calendario establecido por sorteo. Desde 1995, el ganador de cada partido obtiene tres puntos (antes se otorgaban dos), el empate otorga un punto y la derrota, cero puntos. El que logre más puntos al final de la temporada, será el campeón de la liga.
Actualmente, el campeón tiene derecho a disputar la fase de grupos de la Liga de Campeones de Europa, al igual que el segundo, tercer y cuarto calificado. El quinto equipo en la tabla pasa a la fase de grupos de la UEFA Europa League, mientras que el sexto disputa la segunda ronda previa. Si el campeón de la Copa (que tiene derecho a disputar la UEFA Europa League) se clasifica para la Liga de Campeones, el finalista jugará la UEFA Europa League, independientemente de la posición que ocupe en la liga (jugará la UEFA Europa League incluso si desciende a la segunda liga). En caso de que el campeón de la Copa se haya clasificado para la UEFA Europa League a través del campeonato de Liga, el subcampeón no disputará competición europea, siendo su puesto otorgado al 7.º clasificado. Hasta la temporada 2011-12, los 2 primeros lugares iban a la fase de grupos de la UEFA Champions League, mientras que el 3.º se clasificaba para la ronda previa y el 4.º disputaba la UEFA Europa League. El ascenso de la Bundesliga al tercer puesto en el ranking UEFA (superando a la Serie A italiana) permitió el aumento de equipos alemanes en la UEFA Champions League.
Los dos últimos de la clasificación descienden automáticamente a la 2. Bundesliga (segunda división), intercambiándose con los dos primeros clasificados de ésta. El antepenúltimo clasificado de la Bundesliga disputará un play-off de promoción con el tercer clasificado de la 2. Bundesliga, en partidos de ida y vuelta. El ganador tendrá un cupo en la Bundesliga de la siguiente temporada.

### Sistema de ligas
El siguiente diagrama muestra el sistema actual de ligas en el fútbol alemán.
| Nivel | Nivel | Liga | Liga | Liga | Liga | Liga | Liga | Liga | Liga | Liga | Liga | Liga | Liga | Liga | Liga | Liga | Liga | Liga | Liga |
| ----- | ----- | --- | --- | --- | --- | --- | --- | --- | --- | --- | --- | --- | --- | --- | --- | --- | --- | --- | --- |
| 1°    | 1°    | 1. Bundesliga 18 equipos | 1. Bundesliga 18 equipos | 1. Bundesliga 18 equipos | 1. Bundesliga 18 equipos | 1. Bundesliga 18 equipos | 1. Bundesliga 18 equipos | 1. Bundesliga 18 equipos | 1. Bundesliga 18 equipos | 1. Bundesliga 18 equipos | 1. Bundesliga 18 equipos | 1. Bundesliga 18 equipos | 1. Bundesliga 18 equipos | 1. Bundesliga 18 equipos | 1. Bundesliga 18 equipos | 1. Bundesliga 18 equipos | 1. Bundesliga 18 equipos | 1. Bundesliga 18 equipos | 1. Bundesliga 18 equipos |
| 2°    | 2°    | 2. Bundesliga 18 equipos | 2. Bundesliga 18 equipos | 2. Bundesliga 18 equipos | 2. Bundesliga 18 equipos | 2. Bundesliga 18 equipos | 2. Bundesliga 18 equipos | 2. Bundesliga 18 equipos | 2. Bundesliga 18 equipos | 2. Bundesliga 18 equipos | 2. Bundesliga 18 equipos | 2. Bundesliga 18 equipos | 2. Bundesliga 18 equipos | 2. Bundesliga 18 equipos | 2. Bundesliga 18 equipos | 2. Bundesliga 18 equipos | 2. Bundesliga 18 equipos | 2. Bundesliga 18 equipos | 2. Bundesliga 18 equipos |
| 3°    | 3°    | 3. Liga 20 equipos | 3. Liga 20 equipos | 3. Liga 20 equipos | 3. Liga 20 equipos | 3. Liga 20 equipos | 3. Liga 20 equipos | 3. Liga 20 equipos | 3. Liga 20 equipos | 3. Liga 20 equipos | 3. Liga 20 equipos | 3. Liga 20 equipos | 3. Liga 20 equipos | 3. Liga 20 equipos | 3. Liga 20 equipos | 3. Liga 20 equipos | 3. Liga 20 equipos | 3. Liga 20 equipos | 3. Liga 20 equipos |
| 4°    | 4°    | Regionalliga Nord 18 equipos | Regionalliga Nord 18 equipos | Regionalliga Nordost 16 equipos | Regionalliga Nordost 16 equipos | Regionalliga West 18 equipos | Regionalliga West 18 equipos | Regionalliga Südwest 18 equipos | Regionalliga Südwest 18 equipos | Regionalliga Bayern 18 equipos | Regionalliga Bayern 18 equipos | | | | | | | | |
| 5°    | 5°    | Oberliga 14 grupos distribuidos por situación geográfica NOFV-Oberliga - Schleswig-Holstein-Liga - Oberliga Hamburg - Bremen-Liga - Niedersachsenliga - Oberliga Westfalen - Oberliga Niederrhein - Oberliga Mittelrhein - Hessenliga - Oberliga Rheinland-Pfalz/Saar - Oberliga Baden-Württemberg - Bayernliga | Oberliga 14 grupos distribuidos por situación geográfica NOFV-Oberliga - Schleswig-Holstein-Liga - Oberliga Hamburg - Bremen-Liga - Niedersachsenliga - Oberliga Westfalen - Oberliga Niederrhein - Oberliga Mittelrhein - Hessenliga - Oberliga Rheinland-Pfalz/Saar - Oberliga Baden-Württemberg - Bayernliga | Oberliga 14 grupos distribuidos por situación geográfica NOFV-Oberliga - Schleswig-Holstein-Liga - Oberliga Hamburg - Bremen-Liga - Niedersachsenliga - Oberliga Westfalen - Oberliga Niederrhein - Oberliga Mittelrhein - Hessenliga - Oberliga Rheinland-Pfalz/Saar - Oberliga Baden-Württemberg - Bayernliga | Oberliga 14 grupos distribuidos por situación geográfica NOFV-Oberliga - Schleswig-Holstein-Liga - Oberliga Hamburg - Bremen-Liga - Niedersachsenliga - Oberliga Westfalen - Oberliga Niederrhein - Oberliga Mittelrhein - Hessenliga - Oberliga Rheinland-Pfalz/Saar - Oberliga Baden-Württemberg - Bayernliga | Oberliga 14 grupos distribuidos por situación geográfica NOFV-Oberliga - Schleswig-Holstein-Liga - Oberliga Hamburg - Bremen-Liga - Niedersachsenliga - Oberliga Westfalen - Oberliga Niederrhein - Oberliga Mittelrhein - Hessenliga - Oberliga Rheinland-Pfalz/Saar - Oberliga Baden-Württemberg - Bayernliga | Oberliga 14 grupos distribuidos por situación geográfica NOFV-Oberliga - Schleswig-Holstein-Liga - Oberliga Hamburg - Bremen-Liga - Niedersachsenliga - Oberliga Westfalen - Oberliga Niederrhein - Oberliga Mittelrhein - Hessenliga - Oberliga Rheinland-Pfalz/Saar - Oberliga Baden-Württemberg - Bayernliga | Oberliga 14 grupos distribuidos por situación geográfica NOFV-Oberliga - Schleswig-Holstein-Liga - Oberliga Hamburg - Bremen-Liga - Niedersachsenliga - Oberliga Westfalen - Oberliga Niederrhein - Oberliga Mittelrhein - Hessenliga - Oberliga Rheinland-Pfalz/Saar - Oberliga Baden-Württemberg - Bayernliga | Oberliga 14 grupos distribuidos por situación geográfica NOFV-Oberliga - Schleswig-Holstein-Liga - Oberliga Hamburg - Bremen-Liga - Niedersachsenliga - Oberliga Westfalen - Oberliga Niederrhein - Oberliga Mittelrhein - Hessenliga - Oberliga Rheinland-Pfalz/Saar - Oberliga Baden-Württemberg - Bayernliga | Oberliga 14 grupos distribuidos por situación geográfica NOFV-Oberliga - Schleswig-Holstein-Liga - Oberliga Hamburg - Bremen-Liga - Niedersachsenliga - Oberliga Westfalen - Oberliga Niederrhein - Oberliga Mittelrhein - Hessenliga - Oberliga Rheinland-Pfalz/Saar - Oberliga Baden-Württemberg - Bayernliga | Oberliga 14 grupos distribuidos por situación geográfica NOFV-Oberliga - Schleswig-Holstein-Liga - Oberliga Hamburg - Bremen-Liga - Niedersachsenliga - Oberliga Westfalen - Oberliga Niederrhein - Oberliga Mittelrhein - Hessenliga - Oberliga Rheinland-Pfalz/Saar - Oberliga Baden-Württemberg - Bayernliga | Oberliga 14 grupos distribuidos por situación geográfica NOFV-Oberliga - Schleswig-Holstein-Liga - Oberliga Hamburg - Bremen-Liga - Niedersachsenliga - Oberliga Westfalen - Oberliga Niederrhein - Oberliga Mittelrhein - Hessenliga - Oberliga Rheinland-Pfalz/Saar - Oberliga Baden-Württemberg - Bayernliga | Oberliga 14 grupos distribuidos por situación geográfica NOFV-Oberliga - Schleswig-Holstein-Liga - Oberliga Hamburg - Bremen-Liga - Niedersachsenliga - Oberliga Westfalen - Oberliga Niederrhein - Oberliga Mittelrhein - Hessenliga - Oberliga Rheinland-Pfalz/Saar - Oberliga Baden-Württemberg - Bayernliga | Oberliga 14 grupos distribuidos por situación geográfica NOFV-Oberliga - Schleswig-Holstein-Liga - Oberliga Hamburg - Bremen-Liga - Niedersachsenliga - Oberliga Westfalen - Oberliga Niederrhein - Oberliga Mittelrhein - Hessenliga - Oberliga Rheinland-Pfalz/Saar - Oberliga Baden-Württemberg - Bayernliga | Oberliga 14 grupos distribuidos por situación geográfica NOFV-Oberliga - Schleswig-Holstein-Liga - Oberliga Hamburg - Bremen-Liga - Niedersachsenliga - Oberliga Westfalen - Oberliga Niederrhein - Oberliga Mittelrhein - Hessenliga - Oberliga Rheinland-Pfalz/Saar - Oberliga Baden-Württemberg - Bayernliga | Oberliga 14 grupos distribuidos por situación geográfica NOFV-Oberliga - Schleswig-Holstein-Liga - Oberliga Hamburg - Bremen-Liga - Niedersachsenliga - Oberliga Westfalen - Oberliga Niederrhein - Oberliga Mittelrhein - Hessenliga - Oberliga Rheinland-Pfalz/Saar - Oberliga Baden-Württemberg - Bayernliga | Oberliga 14 grupos distribuidos por situación geográfica NOFV-Oberliga - Schleswig-Holstein-Liga - Oberliga Hamburg - Bremen-Liga - Niedersachsenliga - Oberliga Westfalen - Oberliga Niederrhein - Oberliga Mittelrhein - Hessenliga - Oberliga Rheinland-Pfalz/Saar - Oberliga Baden-Württemberg - Bayernliga | Oberliga 14 grupos distribuidos por situación geográfica NOFV-Oberliga - Schleswig-Holstein-Liga - Oberliga Hamburg - Bremen-Liga - Niedersachsenliga - Oberliga Westfalen - Oberliga Niederrhein - Oberliga Mittelrhein - Hessenliga - Oberliga Rheinland-Pfalz/Saar - Oberliga Baden-Württemberg - Bayernliga | Oberliga 14 grupos distribuidos por situación geográfica NOFV-Oberliga - Schleswig-Holstein-Liga - Oberliga Hamburg - Bremen-Liga - Niedersachsenliga - Oberliga Westfalen - Oberliga Niederrhein - Oberliga Mittelrhein - Hessenliga - Oberliga Rheinland-Pfalz/Saar - Oberliga Baden-Württemberg - Bayernliga |

## Historial
- Nota: Nombres y banderas de los equipos según la época.

| Temporada                         | Campeón                               | Subcampeón                        | Tercero                           | Notas                                           |
| Bundesliga de Alemania Occidental | Bundesliga de Alemania Occidental     | Bundesliga de Alemania Occidental | Bundesliga de Alemania Occidental | Bundesliga de Alemania Occidental               |
| --------------------------------- | ------------------------------------- | --------------------------------- | --------------------------------- | ----------------------------------------------- |
| 1963-64                           | FC Köln (1)                           | MSV Duisburg                      | Eintracht Frankfurt               | Primer campeonato profesional unificado         |
| 1964-65                           | S. V. Werder Bremen (1)               | F. C. Köln                        | B. V. Borussia                    |                                                 |
| 1965-66                           | T. S. V. München (1)                  | B. V. Borussia                    | F. C. Bayern                      |                                                 |
| 1966-67                           | Braunschweiger T. S. V. Eintracht (1) | T. S. V. München                  | B. V. Borussia                    |                                                 |
| 1967-68                           | F. C. Nürnberg (1)                    | S. V. Werder Bremen               | Borussia Mönchengladbach          |                                                 |
| 1968-69                           | F. C. Bayern (1)                      | Aachener T. S. V.                 | Borussia Mönchengladbach          |                                                 |
| 1969-70                           | Borussia Mönchengladbach (1)          | F. C. Bayern                      | Hertha Berliner S. C.             |                                                 |
| 1970-71                           | Borussia Mönchengladbach (2)          | F. C. Bayern                      | Hertha Berliner S. C.             |                                                 |
| 1971-72                           | F. C. Bayern (2)                      | F. C. Gelsenkirchen-Schalke       | Borussia Mönchengladbach          |                                                 |
| 1972-73                           | F. C. Bayern (3)                      | F. C. Köln                        | Düsseldorfer T. S. V. Fortuna     |                                                 |
| 1973-74                           | F. C. Bayern (4)                      | Borussia Mönchengladbach          | Düsseldorfer T. S. V. Fortuna     |                                                 |
| 1974-75                           | Borussia Mönchengladbach (3)          | Hertha Berliner S. C.             | Hamburger S. V.                   |                                                 |
| 1975-76                           | Borussia Mönchengladbach (4)          | Hamburger S. V.                   | F. C. Bayern                      |                                                 |
| 1976-77                           | Borussia Mönchengladbach (5)          | F. C. Gelsenkirchen-Schalke       | Braunschweiger T. S. V. Eintracht |                                                 |
| 1977-78                           | F. C. Köln (2)                        | Borussia Mönchengladbach          | Hertha Berliner S. C.             |                                                 |
| 1978-79                           | Hamburger S. V. (1)                   | VfB Stuttgart                     | F. C. Kaiserslautern              |                                                 |
| 1979-80                           | F. C. Bayern (5)                      | Hamburger S. V.                   | VfB Stuttgart                     |                                                 |
| 1980-81                           | F. C. Bayern (6)                      | Hamburger S. V.                   | VfB Stuttgart                     |                                                 |
| 1981-82                           | Hamburger S. V. (2)                   | F. C. Köln                        | F. C. Bayern                      |                                                 |
| 1982-83                           | Hamburger S. V. (3)                   | S. V. Werder Bremen               | VfB Stuttgart                     |                                                 |
| 1983-84                           | VfB Stuttgart (1)                     | Hamburger S. V.                   | Borussia Mönchengladbach          |                                                 |
| 1984-85                           | F. C. Bayern (7)                      | S. V. Werder Bremen               | F. C. Köln                        |                                                 |
| 1985-86                           | F. C. Bayern (8)                      | S. V. Werder Bremen               | K. F. C. Bayer Uerdingen          |                                                 |
| 1986-87                           | F. C. Bayern (9)                      | Hamburger S. V.                   | Borussia Mönchengladbach          |                                                 |
| 1987-88                           | S. V. Werder Bremen (2)               | F. C. Bayern                      | F. C. Köln                        |                                                 |
| 1988-89                           | F. C. Bayern (10)                     | F. C. Köln                        | S. V. Werder Bremen               |                                                 |
| 1989-90                           | F. C. Bayern (11)                     | F. C. Köln                        | Eintracht Frankfurt               |                                                 |
| 1990-91                           | F. C. Kaiserslautern (1)              | F. C. Bayern                      | S. V. Werder Bremen               |                                                 |
| Fußball-Bundesliga                |                                       |                                   |                                   |                                                 |
| 1991-92                           | VfB Stuttgart (2)                     | B. V. Borussia                    | Eintracht Frankfurt               | Primer campeonato tras la reunificación alemana |
| 1992-93                           | S. V. Werder Bremen (3)               | F. C. Bayern                      | Eintracht Frankfurt               |                                                 |
| 1993-94                           | F. C. Bayern (12)                     | F. C. Kaiserslautern              | Bayer Leverkusen                  |                                                 |
| 1994-95                           | B. V. Borussia (1)                    | S. V. Werder Bremen               | S. C. Freiburg                    |                                                 |
| 1995-96                           | B. V. Borussia (2)                    | F. C. Bayern                      | F. C. Gelsenkirchen-Schalke       |                                                 |
| 1996-97                           | F. C. Bayern (13)                     | Bayer Leverkusen                  | B. V. Borussia                    |                                                 |
| 1997-98                           | F. C. Kaiserslautern (2)              | F. C. Bayern                      | Bayer Leverkusen                  |                                                 |
| 1998-99                           | F. C. Bayern (14)                     | Bayer Leverkusen                  | Hertha Berliner S. C.             |                                                 |
| 1999-00                           | F. C. Bayern (15)                     | Bayer Leverkusen                  | Hamburger S. V.                   |                                                 |
| 2000-01                           | F. C. Bayern (16)                     | F. C. Gelsenkirchen-Schalke       | B. V. Borussia                    |                                                 |
| 2001-02                           | B. V. Borussia (3)                    | Bayer Leverkusen                  | F. C. Bayern                      |                                                 |
| 2002-03                           | F. C. Bayern (17)                     | VfB Stuttgart                     | B. V. Borussia                    |                                                 |
| 2003-04                           | S. V. Werder Bremen (4)               | F. C. Bayern                      | Bayer Leverkusen                  |                                                 |
| 2004-05                           | F. C. Bayern (18)                     | F. C. Gelsenkirchen-Schalke       | S. V. Werder Bremen               |                                                 |
| 2005-06                           | F. C. Bayern (19)                     | S. V. Werder Bremen               | Hamburger S. V.                   |                                                 |
| 2006-07                           | VfB Stuttgart (3)                     | F. C. Gelsenkirchen-Schalke       | S. V. Werder Bremen               |                                                 |
| 2007-08                           | F. C. Bayern (20)                     | S. V. Werder Bremen               | F. C. Gelsenkirchen-Schalke       |                                                 |
| 2008-09                           | VfL Wolfsburg (1)                     | F. C. Bayern                      | VfB Stuttgart                     |                                                 |
| 2009-10                           | F. C. Bayern (21)                     | F. C. Gelsenkirchen-Schalke       | S. V. Werder Bremen               |                                                 |
| 2010-11                           | B. V. Borussia (4)                    | Bayer Leverkusen                  | F. C. Bayern                      |                                                 |
| 2011-12                           | B. V. Borussia (5)                    | F. C. Bayern                      | F. C. Gelsenkirchen-Schalke       |                                                 |
| 2012-13                           | F. C. Bayern (22)                     | B. V. Borussia                    | Bayer Leverkusen                  |                                                 |
| 2013-14                           | F. C. Bayern (23)                     | B. V. Borussia                    | F. C. Gelsenkirchen-Schalke       |                                                 |
| 2014-15                           | F. C. Bayern (24)                     | VfL Wolfsburg                     | Borussia Mönchengladbach          |                                                 |
| 2015-16                           | F. C. Bayern (25)                     | B. V. Borussia                    | Bayer Leverkusen                  |                                                 |
| 2016-17                           | F. C. Bayern (26)                     | R. B. Leipzig                     | B. V. Borussia                    |                                                 |
| 2017-18                           | F. C. Bayern (27)                     | F. C. Gelsenkirchen-Schalke       | TSG Hoffenheim                    |                                                 |
| 2018-19                           | F. C. Bayern (28)                     | B. V. Borussia                    | R. B. Leipzig                     |                                                 |
| 2019-20                           | F. C. Bayern (29)                     | B. V. Borussia                    | R. B. Leipzig                     |                                                 |
| 2020-21                           | F. C. Bayern (30)                     | R. B. Leipzig                     | B. V. Borussia                    |                                                 |
| 2021-22                           | F. C. Bayern (31)                     | B. V. Borussia                    | Bayer Leverkusen                  |                                                 |
| 2022-23                           | F. C. Bayern (32)                     | B. V. Borussia                    | R. B. Leipzig                     | Récord de campeonatos consecutivos (11)         |
| 2023-24                           | Bayer Leverkusen (1)                  | VfB Stuttgart                     | F. C. Bayern                      | Primer campeón invicto                          |
| 2024-25                           | F. C. Bayern (33)                     | Bayer Leverkusen                  | Eintracht Frankfurt               |                                                 |

## Palmarés
Desde la instauración de la Bundesliga en la temporada 1963-64 un total de 13 equipos se han proclamado campeones.
| Club                     | 1.º | 2.º | Años Campeón |
| ------------------------ | --- | --- | --- |
| FC Bayern München        | 33  | 10  | 1969, 1972, 1973, 1974, 1980, 1981, 1985, 1986, 1987, 1989, 1990, 1994, 1997, 1999, 2000, 2001, 2003, 2005, 2006, 2008, 2010, 2013, 2014, 2015, 2016, 2017, 2018, 2019, 2020, 2021, 2022, 2023, 2025 |
| Borussia Dortmund        | 5   | 9   | 1995, 1996, 2002, 2011, 2012 |
| B. Mönchengladbach       | 5   | 2   | 1970, 1971, 1975, 1976, 1977 |
| SV Werder Bremen         | 4   | 7   | 1965, 1988, 1993, 2004 |
| Hamburger SV             | 3   | 5   | 1979, 1982, 1983 |
| VfB Stuttgart            | 3   | 3   | 1984, 1992, 2007 |
| FC Köln                  | 2   | 5   | 1964, 1978 |
| FC Kaiserslautern        | 2   | 1   | 1991, 1998 |
| Bayer 04 Leverkusen      | 1   | 6   | 2024 |
| TSV 1860 München         | 1   | 1   | 1966 |
| VfL Wolfsburg            | 1   | 1   | 2009 |
| Eintracht Braunschweig   | 1   | -   | 1967 |
| FC Nürnberg              | 1   | -   | 1968 |
| F. C. G.-Schalke         |     | 7   | |
| R. B. Leipzig            |     | 2   | |
| Hertha Berliner S. C.    |     | 1   | |
| MSV Duisburg             |     | 1   | |
| Aachener T. S. V.        |     | 1   | |
| Eintracht Frankfurt      |     | -   | |
| Fort. Dusseldorf         |     | -   | |
| K. F. C. Bayer Uerdingen |     | -   | |
| S. C. Freiburg           |     | -   | |
| TSG Hoffenheim           |     | -   | |

### Palmarés histórico de Primera División
Considerando que Alemania estuvo separada tras el Telón de Acero, en ambos países, tanto en la República Federal de Alemania como la República Democrática Alemana se llevaron a cabo torneos que otorgaban válidamente el título de campeón alemán.[cita requerida]

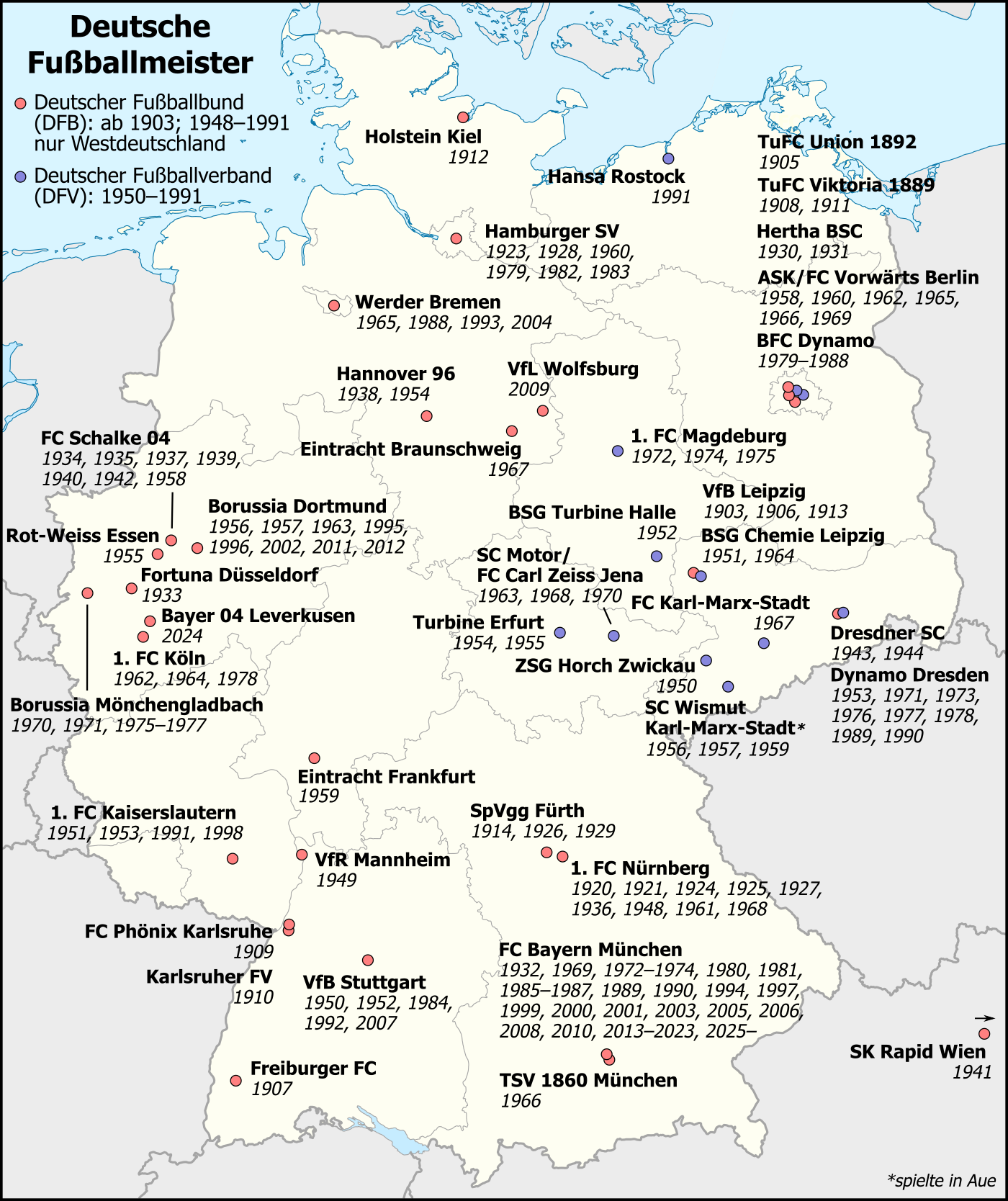
Cuadro que muestra la totalidad de campeones alemanes.

| Pos. | Equipo                      | Títulos | Primer y último título | Liga                          |
| ---- | --------------------------- | ------- | ---------------------- | ----------------------------- |
| 1    | FC Bayern München           | 34      | 1932-2025              | Primeros torneos y Bundesliga |
| 2    | Dynamo Berlín               | 10      | 1979-1988              | DDR-Oberliga                  |
| 3    | FC Nürnberg                 | 9       | 1920-1968              | Primeros torneos y Bundesliga |
| 4    | Borussia Dortmund           | 8       | 1956-2012              | Primeros torneos y Bundesliga |
|      | Dynamo Dresde               | 8       | 1953-1990              | DDR-Oberliga                  |
| 5    | Gelsenkirchen-Schalke       | 7       | 1934-1958              | Primeros torneos              |
|      | Hamburgo SV                 | 6       | 1923-1983              | Primeros torneos y Bundesliga |
| 6    | ASK Vorwärts Berlin         | 6       | 1959-1969              | DDR-Oberliga                  |
| 9    | VfB Stuttgart               | 5       | 1950-2007              | Primeros torneos y Bundesliga |
|      | Borussia Mönchengladbach    | 5       | 1970-1977              | Bundesliga                    |
| 11   | FC Kaiserslautern           | 4       | 1951-1998              | Primeros torneos y Bundesliga |
|      | SV Werder Bremen            | 4       | 1965-2004              | Bundesliga                    |
| 13   | VfB Leipzig*                | 3       | 1903-1913              | Primeros torneos              |
|      | Greuther Fürth              | 3       | 1914-1929              | Primeros torneos              |
|      | SC Wismut Karl-Marx-Stadt   | 3       | 1956-1959              | DDR-Oberliga                  |
|      | FC Köln                     | 3       | 1962-1978              | Primeros torneos y Bundesliga |
|      | FC Carl Zeiss Jena          | 3       | 1963-1970              | DDR-Oberliga                  |
|      | FC Magdeburg                | 3       | 1972-1975              | DDR-Oberliga                  |
| 19   | Berliner TuFC Viktoria 1889 | 2       | 1908-1911              | Primeros torneos              |
|      | Hertha BSC                  | 2       | 1930-1931              | Primeros torneos              |
|      | Hannover 96                 | 2       | 1938-1954              | Primeros torneos              |
|      | Dresdner SC                 | 2       | 1943-1944              | Primeros torneos              |
|      | FC Sachsen Leipzig          | 2       | 1951-1964              | DDR-Oberliga                  |
|      | FC Rot-Weiß Erfurt          | 2       | 1954-1955              | DDR-Oberliga                  |
| 25   | FC Union 92 Berlín          | 1       | 1905                   | Primeros torneos              |
|      | Freiburger FC               | 1       | 1907                   | Primeros torneos              |
|      | FC Phöenix Karlsruhe        | 1       | 1909                   | Primeros torneos              |
|      | Karlsruher FV               | 1       | 1910                   | Primeros torneos              |
|      | Holstein Kiel               | 1       | 1912                   | Primeros torneos              |
|      | Fortuna Düsseldorf          | 1       | 1933                   | Primeros torneos              |
|      | SK Rapid Viena              | 1       | 1941                   | Primeros torneos              |
|      | VfR Mannheim                | 1       | 1949                   | Primeros torneos              |
|      | Horch Zwickau               | 1       | 1950                   | DDR-Oberliga                  |
|      | BSG Turbine Halle           | 1       | 1952                   | DDR-Oberliga                  |
|      | Rot-Weiss Essen             | 1       | 1955                   | Primeros torneos              |
|      | Eintracht Frankfurt         | 1       | 1959                   | Primeros torneos              |
|      | TSV München                 | 1       | 1966                   | Bundesliga                    |
|      | Eintracht Braunschweig      | 1       | 1967                   | Bundesliga                    |
|      | Chemnitzer FC               | 1       | 1967                   | DDR-Oberliga                  |
|      | Hansa Rostock               | 1       | 1991                   | DDR-Oberliga                  |
|      | VfL Wolfsburg               | 1       | 2009                   | Bundesliga                    |
|      | Bayer 04 Leverkusen         | 1       | 2024                   | Bundesliga                    |

Nota: no se incluyen los campeonatos de 1904 y 1945 debido a que el primero fue anulado por la inconformidad del club VfB Leipzig y el segundo a causa de la Segunda Guerra Mundial.

## Estadísticas

### Clasificación histórica
Los 3830 puntos logrados por el Bayern de Múnich lo sitúan como líder absoluto de la clasificación histórica de la Bundesliga, por encima del segundo puesto ocupado por el Borussia Dortmund y cierra el podio el Werder Bremen. Esta tabla se basa en los puntos conseguidos por cada equipo en la Bundesliga (desde la temporada 1963-64), basándose en el sistema de puntuación vigente en cada temporada de dos o tres puntos por victoria.
| Pos. |  | Club                     | Temporadas | Puntos    | PJ   | PG   | PE  | PP  | GF   | GC   | Dif.  | Títulos | Otra Div.         |
| ---- |  | ------------------------ | ---------- | --------- | ---- | ---- | --- | --- | ---- | ---- | ----- | ------- | ----------------- |
| 1.   |  | FC Bayern München        | 56         | 3830      | 1900 | 1139 | 413 | 348 | 4211 | 2068 | +2143 | 31      |                   |
| 2.   |  | Borussia Dortmund        | 54         | 2918      | 1824 | 818  | 464 | 542 | 3270 | 2564 | +706  | 5       |                   |
| 3.   |  | SV Werder Bremen         | 57         | 2885      | 1926 | 800  | 485 | 641 | 3205 | 2816 | +389  | 4       | Zweite Bundesliga |
| 4.   |  | Hamburger SV             | 55         | 2733      | 1866 | 746  | 495 | 625 | 2937 | 2662 | +275  | 3       | Zweite Bundesliga |
| 5.   |  | VfB Stuttgart            | 54         | 2690      | 1824 | 749  | 443 | 632 | 3016 | 2669 | +347  | 3       |                   |
| 6.   |  | Borussia Mönchengladbach | 53         | 2661      | 1798 | 730  | 471 | 597 | 3056 | 2601 | +455  | 5       |                   |
| 7.   |  | Gelsenkirchen-Schalke    | 53         | 2526      | 1790 | 691  | 453 | 646 | 2598 | 2590 | +8    | -       | Zweite Bundesliga |
| 8.   |  | Eintracht Frankfurt      | 52         | 2383 (-2) | 1756 | 646  | 447 | 663 | 2759 | 2716 | +43   | -       |                   |
| 9.   |  | FC Köln                  | 49         | 2353      | 1654 | 644  | 421 | 589 | 2693 | 2479 | +214  | 2       |                   |
| 10.  |  | Bayer 04 Leverkusen      | 42         | 2225      | 1424 | 613  | 386 | 425 | 2395 | 1903 | +492  | 1       |                   |

### Tabla histórica de goleadores
El máximo goleador de la competición es el alemán Gerd Müller con 365 goles en 427 encuentros, que le sitúan también como el jugador con mejor promedio anotador en la historia del campeonato. Tras él se sitúan el polaco Robert Lewandowski —con récord anotador en una temporada (41 goles)— y Jupp Heynckes con 312 y 268 goles, respectivamente.
Entre los jugadores en activo es el alemán Marco Reus el que acumula un mayor registro con 154 tantos en 386 partidos.
Cabe destacar también a Uwe Seeler y Gerd Müller, quienes son dos de los jugadores que más goles han anotado en las máximas categorías del fútbol europeo, con 406 y 365 goles respectivamente, siendo los alemanes mejor posicionados en el registro. Entre los goles anotados por Seeler, 404 pertenecen a la máxima categoría alemana, incluyendo la competición predecesora de la Bundesliga.

Nota: Contabilizados los partidos y goles según actas oficiales. En negrita jugadores activos y club actual.
| \| Pos. \| Jugados \| G. \| Part. \| Prom. \| Temp. \| Clubes \| \| ---- \| --------------------- \| --- \| ----- \| ----- \| ------- \| -------------------------------------------------------------------------------------- \| \| 1 \| Gerd Müller \| 365 \| 427 \| 0.85 \| 1965-79 \| FC Bayern München (365) \| \| 2 \| Robert Lewandowski \| 312 \| 384 \| 0.81 \| 2010-22 \| Borussia Dortmund (74), FC Bayern München (238) \| \| 3 \| Klaus Fischer \| 268 \| 535 \| 0.50 \| 1968-88 \| TSV München (28), Gelsenkirchen-Schalke (182), FC Köln (31), VfL Bochum (27) \| \| 4 \| Jupp Heynckes \| 220 \| 369 \| 0.60 \| 1965-78 \| Borussia Mönchengladbach (195), Hannover 96 (25) \| \| 5 \| Manfred Burgsmüller \| 213 \| 447 \| 0.48 \| 1969-90 \| Rot-Weiss Essen (32), Borussia Dortmund (135), FC Nürnberg (12), SV Werder Bremen (34) \| \| 6 \| Claudio Pizarro \| 197 \| 490 \| 0.40 \| 1999-20 \| SV Werder Bremen (109), FC Bayern München (87), F.C Köln (1) \| \| 7 \| Ulf Kirsten \| 182 \| 350 \| 0.52 \| 1990-03 \| Bayer 04 Leverkusen (182) \| \| 8 \| Stefan Kuntz \| 179 \| 449 \| 0.40 \| 1983-99 \| VfL Bochum (47), KFC Uerdingen (32), FC Kaiserslautern (75), Arminia Bielefeld (25) \| \| 9 \| Dieter Müller \| 177 \| 303 \| 0.58 \| 1973-86 \| Kickers Offenbach (0), FC Köln (159), VfB Stuttgart (14), FC Saarbrücken (4) \| \| = \| Klaus Allofs \| 177 \| 424 \| 0.42 \| 1975-93 \| Fortuna Düsseldorf (71), FC Köln (88), SV Werder Bremen (18) \| \| 11 \| Mario Gómez García \| 170 \| 328 \| 0.52 \| 2004-19 \| VfB Stuttgart (78), FC Bayern München (75), VfL Wolfsburg (17) \| \| 12 \| Hannes Löhr \| 166 \| 381 \| 0.44 \| 1964-77 \| FC Köln (166) \| \| 13 \| Karl-Heinz Rummenigge \| 162 \| 310 \| 0.52 \| 1974-84 \| FC Bayern München (162) \| \| 14 \| Bernd Hölzenbein \| 160 \| 420 \| 0.38 \| 1967-81 \| Eintracht Frankfurt (160) \| \| 15 \| Fritz Walter \| 157 \| 348 \| 0.45 \| 1983-96 \| VfB Stuttgart (102), Waldhof Mannheim (55) \| \| 16 \| Marco Reus \| 156 \| 391 \| 0.39 \| 2009-24 \| Borussia Mönchengladbach (36), Borussia Dortmund (120) \| Estadísticas actualizadas hasta el 18 de mayo de 2024. |                       |     |       |       |         |                                                                                        |
| Pos. | Jugados               | G.  | Part. | Prom. | Temp.   | Clubes                                                                                 |
| 1 | Gerd Müller           | 365 | 427   | 0.85  | 1965-79 | FC Bayern München (365)                                                                |
| 2 | Robert Lewandowski    | 312 | 384   | 0.81  | 2010-22 | Borussia Dortmund (74), FC Bayern München (238)                                        |
| 3 | Klaus Fischer         | 268 | 535   | 0.50  | 1968-88 | TSV München (28), Gelsenkirchen-Schalke (182), FC Köln (31), VfL Bochum (27)           |
| 4 | Jupp Heynckes         | 220 | 369   | 0.60  | 1965-78 | Borussia Mönchengladbach (195), Hannover 96 (25)                                       |
| 5 | Manfred Burgsmüller   | 213 | 447   | 0.48  | 1969-90 | Rot-Weiss Essen (32), Borussia Dortmund (135), FC Nürnberg (12), SV Werder Bremen (34) |
| 6 | Claudio Pizarro       | 197 | 490   | 0.40  | 1999-20 | SV Werder Bremen (109), FC Bayern München (87), F.C Köln (1)                           |
| 7 | Ulf Kirsten           | 182 | 350   | 0.52  | 1990-03 | Bayer 04 Leverkusen (182)                                                              |
| 8 | Stefan Kuntz          | 179 | 449   | 0.40  | 1983-99 | VfL Bochum (47), KFC Uerdingen (32), FC Kaiserslautern (75), Arminia Bielefeld (25)    |
| 9 | Dieter Müller         | 177 | 303   | 0.58  | 1973-86 | Kickers Offenbach (0), FC Köln (159), VfB Stuttgart (14), FC Saarbrücken (4)           |
| = | Klaus Allofs          | 177 | 424   | 0.42  | 1975-93 | Fortuna Düsseldorf (71), FC Köln (88), SV Werder Bremen (18)                           |
| 11 | Mario Gómez García    | 170 | 328   | 0.52  | 2004-19 | VfB Stuttgart (78), FC Bayern München (75), VfL Wolfsburg (17)                         |
| 12 | Hannes Löhr           | 166 | 381   | 0.44  | 1964-77 | FC Köln (166)                                                                          |
| 13 | Karl-Heinz Rummenigge | 162 | 310   | 0.52  | 1974-84 | FC Bayern München (162)                                                                |
| 14 | Bernd Hölzenbein      | 160 | 420   | 0.38  | 1967-81 | Eintracht Frankfurt (160)                                                              |
| 15 | Fritz Walter          | 157 | 348   | 0.45  | 1983-96 | VfB Stuttgart (102), Waldhof Mannheim (55)                                             |
| 16 | Marco Reus            | 156 | 391   | 0.39  | 2009-24 | Borussia Mönchengladbach (36), Borussia Dortmund (120)                                 |

### Jugadores con mayor cantidad de partidos disputados
El alemán Karl-Heinz Körbel es el jugador con más encuentros disputados con 602 durante las 19 temporadas que permaneció en activo en la misma. Tras él se sitúan los 581 de Manfred Kaltz y los 557 de Oliver Kahn. A continuación se listan los jugadores con al menos 500 partidos disputados.
Nota: En negrita jugadores activos y club actual.
| \| Pos. \| Jugador \| Part. \| Tit. \| Temp. \| Club más representativo[n. 5] \| \| ---- \| ----------------- \| ----- \| ----- \| ---------------- \| ----------------------------- \| \| 1 \| Karl-Heinz Körbel \| 602 \| (600) \| 1972 - 1991 (19) \| Eintracht Frankfurt \| \| 2 \| Manfred Kaltz \| 581 \| (573) \| 1971 - 1991 (20) \| Hamburg SV \| \| 3 \| Oliver Kahn \| 557 \| (555) \| 1987 - 2008 (21) \| FC Bayern München \| \| 4 \| Klaus Fichtel \| 552 \| (545) \| 1965 - 1988 (23) \| Gelsenkirchen-Schalke \| \| 5 \| Mirko Votava \| 546 \| (528) \| 1976 - 1996 (20) \| SV Werder Bremen \| \| 6 \| Klaus Fischer \| 535 \| (525) \| 1968 - 1988 (20) \| Gelsenkirchen-Schalke \| \| 7 \| Eike Immel \| 534 \| (534) \| 1978 - 1995 (17) \| Borussia Dortmund \| \| 8 \| Manuel Neuer \| 522 \| (521) \| 2006 - 2025 (19) \| FC Bayern München \| \| 9 \| Willi Neuberger \| 520 \| (513) \| 1966 - 1983 (17) \| Eintracht Frankfurt \| \| 10 \| Michael Lameck \| 518 \| (514) \| 1972 - 1988 (16) \| VfL Bochum \| \| 11 \| Uli Stein \| 512 \| (512) \| 1978 - 1997 (19) \| Hamburgo SV \| \| 12 \| Stefan Reuter \| 502 \| (496) \| 1984 - 2004 (20) \| Borussia Dortmund \| \| 13 \| Thomas Müller \| 502 \| (414) \| 2008 - 2025 (17) \| FC Bayern München \| Estadísticas actualizadas hasta el 8 de mayo de 2025. |                   |       |       |                  |                         |
| Pos. | Jugador           | Part. | Tit.  | Temp.            | Club más representativo |
| 1 | Karl-Heinz Körbel | 602   | (600) | 1972 - 1991 (19) | Eintracht Frankfurt     |
| 2 | Manfred Kaltz     | 581   | (573) | 1971 - 1991 (20) | Hamburg SV              |
| 3 | Oliver Kahn       | 557   | (555) | 1987 - 2008 (21) | FC Bayern München       |
| 4 | Klaus Fichtel     | 552   | (545) | 1965 - 1988 (23) | Gelsenkirchen-Schalke   |
| 5 | Mirko Votava      | 546   | (528) | 1976 - 1996 (20) | SV Werder Bremen        |
| 6 | Klaus Fischer     | 535   | (525) | 1968 - 1988 (20) | Gelsenkirchen-Schalke   |
| 7 | Eike Immel        | 534   | (534) | 1978 - 1995 (17) | Borussia Dortmund       |
| 8 | Manuel Neuer      | 522   | (521) | 2006 - 2025 (19) | FC Bayern München       |
| 9 | Willi Neuberger   | 520   | (513) | 1966 - 1983 (17) | Eintracht Frankfurt     |
| 10 | Michael Lameck    | 518   | (514) | 1972 - 1988 (16) | VfL Bochum              |
| 11 | Uli Stein         | 512   | (512) | 1978 - 1997 (19) | Hamburgo SV             |
| 12 | Stefan Reuter     | 502   | (496) | 1984 - 2004 (20) | Borussia Dortmund       |
| 13 | Thomas Müller     | 502   | (414) | 2008 - 2025 (17) | FC Bayern München       |

### Palmarés individual
Entre los jugadores con más títulos destacan el alemán Thomas Müller con 13 campeonatos, seguido por los 12 campeonatos logrados por el alemán Manuel Neuer, los 10 campeonatos logrados por el austriaco David Alaba con el FC Bayern München y el polaco Robert Lewandowski (este último logró 2 títulos con el Borussia Dortmund y los otros 8 campeonatos con el Fußball-Club Bayern), con 9 campeonatos están los franceses Franck Ribéry y Kingsley Coman, los alemanes Jérôme Boateng y Joshua Kimmich y el español Javi Martínez todos con el conjunto rojo bávaro. Con 8 campeonatos logrados también están los exintegrantes del conjunto bávaro, Oliver Kahn, Mehmet Scholl, Bastian Schweinsteiger, Philipp Lahm y Arjen Robben.
En el palmarés individual, por parte de los entrenadores, destaca Udo Lattek quien logró ocho campeonatos, seguido de los siete logrados por Ottmar Hitzfeld, repartidos en once de ellos para el F. C. Bayern (seis de Udo Lattek y 5 de Ottmar Hitzfeld), dos para el Borussia Mönchengladbach (ambas de Udo Lattek) y dos para el Borussia Dortmund (ambas de Ottmar Hitzfeld). Tras ellos se sitúan los cuatro títulos logrados por Hennes Weisweiler y Jupp Heynckes.
Completan la lista de entrenadores que fueron capaces de repetir título: Otto Rehhagel, Felix Magath y Pep Guardiola con tres, y Max Merkel, Branko Zebec, Pál Csernai, Ernst Happel y Jürgen Klopp con dos.
Cabe destacar a los ya mencionados Heynckes y Lattek como los dos entrenadores con más partidos ganados con 344 y 282, respectivamente. Con 268 se sitúa el también mencionado Hitzfeld.

## Derechos de transmisión de la Bundesliga

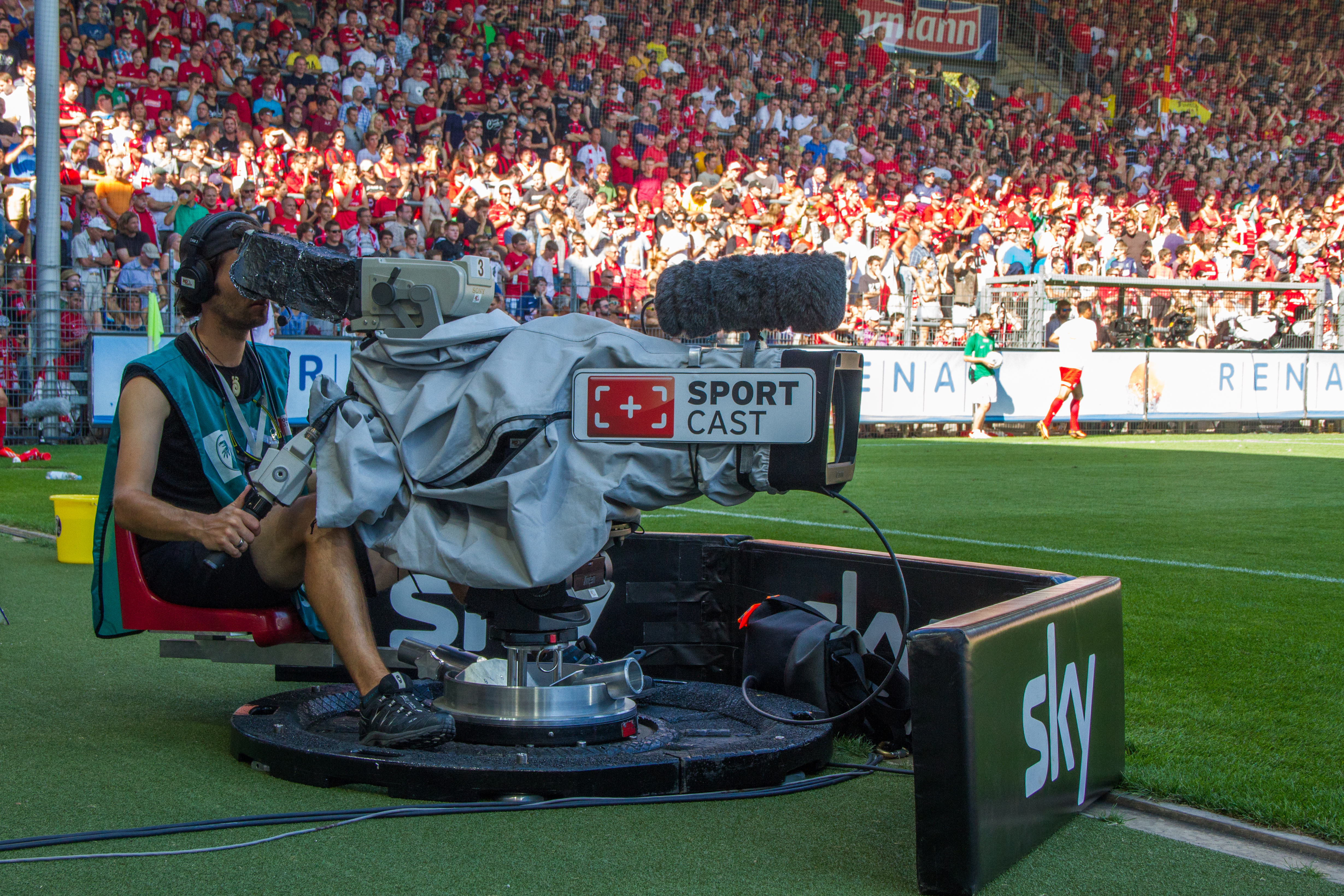
La Bundesliga se emite por televisión en más de 200 países.

Los derechos de la Bundesliga para televisión, radio, internet y móviles son distribuidos por DFL Sports Enterprises, una filial de la Deutsche Fußball Liga. Los derechos de transmisión de la Bundesliga se venden junto con los derechos de transmisión de los play-offs de descenso, 2. Bundesliga y Supercopa de Alemania.
La Bundesliga se emite en la televisión en más de doscientos países. En el ámbito local, Sky mediante su grupo de canales de pago Sky Sport posee los derechos de transmisión de 200 partidos por temporada y la plataforma de streaming DAZN emite en exclusiva los partidos del viernes y el domingo que en total suman 106 partidos por temporada. El canal de televisión abierta alemán Sat.1 tiene los derechos para transmitir en vivo nueve partidos por temporada.